# 1344
سنة 1344 هي سنة كبيسة تبدأ يوم الثلاثاء حسب تقويم يولياني.

## أحداث
- 26 مارس - سقوط الجزيرة الخضراء من يد المغرب المريني بعد حصار طويل فرضته قوات قشتالية مدعومة بأساطيل من أراغون وجنوى خلال حروب الاسترداد، التي كانت نقطة هامة للعمليات العسكرية ولانتقال الجيوش، وأصبح ألفونسو الحادي عشر سيد بحر الزقاق بدون منازع.

## مواليد
- 18 سبتمبر - ماري فالوا، ابنة الملك جان الثاني ملك فرنسا (ماتت 1404).
- إسكندر شاه، مؤسسة سلطنة ملقا.

## وفيات
- قسطنطين الرابع من أرمينيا